# Jean-Jacques Barthélemy
Jean-Jacques Barthélemy, född 20 januari 1716 och död 30 april 1795, var en fransk arkeolog.
Barthélemy blev 1753 direktör för myntkabinettet i Paris, vars samlingar han under en resa till Italien berikade med betydande nyförvärv. Bland hans skrifter märks främst den berömda Voyage de jeune Anacharsis en Grèce, från 1788, en slags uppföljare till Anacharsis reseberättelse. Boken utgavs i svensk översättning bland annat 1791 och 1825-26.